# Kateřina Rudčenková
Kateřina Rudčenková (* 12. dubna 1976 v Praze) je česká básnířka, prozaička a dramatička.
Absolvovala Konzervatoř Jaroslava Ježka (obor Tvorba písňového textu a scénáře) a provozně-ekonomickou fakultu České zemědělské univerzity v Praze. V roce 2003 obdržela německou básnickou Cenu Huberta Burdy.
Za divadelní hru Niekur získala 2. cenu v dramatické soutěži Cen Alfréda Radoka za rok 2006, v roce 2008 ji uvedlo Divadlo Ungelt.
V roce 2014 získala její básnická sbírka Chůze po dunách Magnesii Literu za poezii. Časopis A2 zařadil tuto sbírku do českého literárního kánonu po roce 1989, tedy do výběru nejdůležitějších českých knih v období třiceti let od sametové revoluce. Za novelu Amáliina nehybnost (Euromedia, 2021) získala roku 2021 Literární cenu týdeníku Reflex.

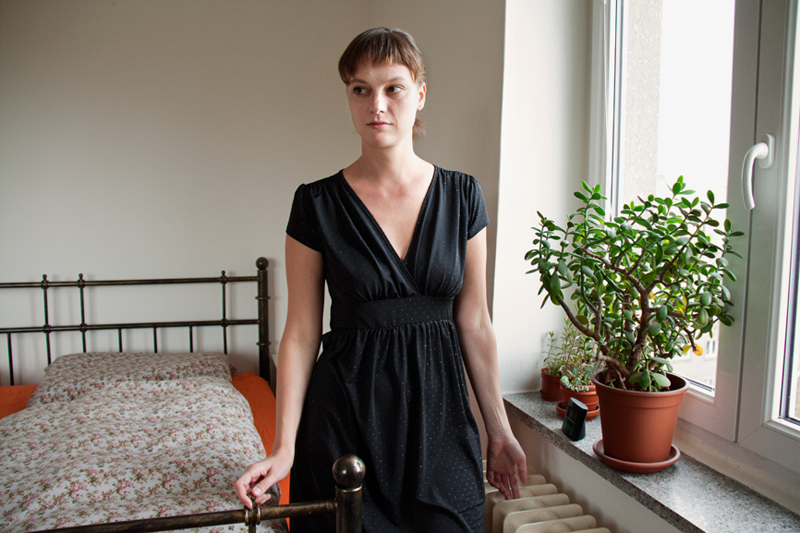
Kateřina Rudčenková, Praha 2013

## Dílo

### Poezie
- Ludwig (Edice současné české poezie, 1999)
- Není nutné, abyste mě navštěvoval (Edice současné české poezie, 2001)
- Popel a slast (Edice současné české poezie, 2004)
- Chůze po dunách (Fra, 2013)

### Próza
- Noci, noci (Torst, 2004)
- Amáliina nehybnost (Euromedia, 2021)
- Tchyně nemá jazyk (Odeon, 2023)

### Drama
- Frau in Blau (2004)
- Niekur (2006); vydalo nakladatelství Větrné mlýny, Brno 2007
- Čas třešňového dýmu (2007)
- Zpacifikovaná (2009)
- Štvanice (2015)
- Příběhy z pohřbu aneb Povídej mi něco hezkého (2019)
- Norská žena (en familieoperette) (2024)